# Buick Enclave
De Buick Enclave is een sports utility vehicle (SUV) van het Amerikaanse automerk Buick. De wagen deelt zijn platform met de GMC Acadia, de Saturn Outlook en de Chevrolet Traverse. De Enclave werd in 2006 als conceptwagen aan het publiek gepresenteerd op de North American International Auto Show. Deze verving beide SUV's uit het Buick-gamma, evenwel als de MPV Terraza.
In 2008 won deze wagen de prijs voor Best New SUV / CUV in de klasse +C$60.000, uitgereikt door de AJAC, een vereniging van Canadese autojournalisten.